# Metoda řetězových zlomků
Metoda řetězových zlomků je numerický algoritmus navržený k řešení integrálních rovnic teorie rozptylu
jako jsou Lippmann-Schwingerova rovnice nebo Faddeevovy rovnice. Byla vyvinuta Jiřím Horáčkem a T. Sasakawou  na Tohoku University v Sendai v Japonsku v roce 1983.
Metoda řeší integrální rovnici tvaru
{\displaystyle |\psi \rangle =|\phi \rangle +G_{0}V|\psi \rangle }
pomocí iterací, přičemž konstruuje řetězový zlomek pro T-matici
{\displaystyle T=\langle \phi |V|\psi \rangle .}
Metoda existuje ve dvou variantách. V první z nich (označené zkratkou MCFV) konstruujeme aproximace operátoru potenciální energie {\displaystyle V} ve formě separabilní funkce ranku 1, 2, 3 ... Ve druhé variantě (metoda MCFG) konstruujeme separabilní aproximace Greenova operátoru. Aproximace jsou konstruovány pomocí vektorů z Krylovova prostoru {\displaystyle |\phi \rangle ,G_{0}V|\phi \rangle ,(G_{0}V)^{2}|\phi \rangle ,...}. Tyto metody lze rovněž chápat jako resumaci (obecně divergentní) Bornovy řady pomocí Padého aproximantů. Metoda MCFV je rovněž úzce svázána se Schwingerovým variačním principem. Z numerického hlediska metoda vyžaduje stejnou výpočetní náročnost jako konstrukce členů Bornovy řady, ale mnohem rychleji konverguje.

## Algoritmus MCFV
Prvním krokem odvození metody je zavedení separabilní aproximace potenciálu
{\displaystyle V={\frac {V|\phi \rangle \langle \phi |V}{\langle \phi |V|\phi \rangle }}+V_{1}.}
Integrální rovnice se separabilním potenciálem se dá snadno vyřešit. Řešení původního problému pak lze vyjádřit jako
{\displaystyle |\psi \rangle =|\phi \rangle +T|\psi _{1}\rangle ,\qquad T={\frac {\langle \phi |V|\phi \rangle ^{2}}{\langle \phi |V|\phi \rangle -\langle \phi |V|\psi _{1}\rangle }},}
pomocí funkce {\displaystyle |\psi _{1}\rangle }, která řeší modifikovanou Lippmann-Schwingerovu rovnici
{\displaystyle |\psi _{1}\rangle =|\phi _{1}\rangle +G_{0}V_{1}|\psi _{1}\rangle ,}
kde {\displaystyle |\phi _{1}\rangle =G_{0}V|\phi \rangle .}
Zbytkový potenciál {\displaystyle V_{1}} je průhledný pro přicházející vlny
{\displaystyle V_{1}|\phi \rangle =\langle \phi |V_{1}=0,}
tj. jde o slabší operátor, než původní potenciál.
Nová rovnice pro {\displaystyle |\psi _{1}\rangle } má stejný tvar jako původní rovnice a můžeme ji dále řešit stejnou úpravou.
To vede na rekurentní relace
{\displaystyle V_{i}=V_{i-1}-{\frac {V_{i-1}|\phi _{i-1}\rangle \langle \phi _{i-1}|V_{i-1}}{\langle \phi _{i-1}|V_{i-1}|\phi _{i-1}\rangle }}}
{\displaystyle |\phi _{i}\rangle =G_{0}V_{i-1}|\phi _{i-1}\rangle .}
Dá se ukázat, že T-matici pro původní problém můžeme vyjádřit ve formě řetězového zlomku
{\displaystyle T={\cfrac {\beta _{0}^{2}}{\beta _{0}-\gamma _{1}-{\cfrac {\beta _{1}^{2}}{\beta _{1}-\gamma _{2}-{\cfrac {\beta _{2}^{2}}{\beta _{2}-\gamma _{3}-\ddots }}}}}},}
kde jsme zavedli
{\displaystyle \beta _{i}=\langle \phi _{i-1}|V_{i-1}|\phi _{i-1}\rangle ,\qquad \gamma _{i}=\langle \phi _{i-1}|V_{i-1}|\phi _{i}\rangle .}
Při praktických výpočtech nahradíme nekonečný řetězový zlomek konečným tak, že položíme
{\displaystyle \beta _{N}=\beta _{N+1}=\dots =0,\qquad \gamma _{N}=\gamma _{N+1}=\dots =0.}
To je ekvivalentní předpokladu, že zbytkové řešení
{\displaystyle |\psi _{N}\rangle =|\phi _{N}\rangle +G_{0}V_{N}|\psi _{N}\rangle ,}
je zanedbatelné. To je rozumný předpoklad, neboť zbytkový potenciál {\displaystyle V_{N}} má všechny vektory
{\displaystyle |\phi _{i}\rangle ,i=0,1,...,N-1} ve svém nulovém prostoru. Dá se ukázat, že potenciál konverguje k nule a řetězový zlomek konverguje k přesné T-matici.

## Algoritmus MCFG
Druhá varianta algoritmu vychází z konstrukce aproximací Greenova operátoru
{\displaystyle G_{i+1}=G_{i}-{\frac {|\phi _{i+1}\rangle \langle \phi _{i+1}|}{\langle \phi _{i}|V|\phi _{i+1}\rangle }},}
tentokrát pomocí vektorů
{\displaystyle |\phi _{i+1}\rangle =G_{i}V|\phi _{i}\rangle }.
Vyjádření T-matice řetězovým zlomkem zůstává v platnosti, ale s trochu modifikovanou definicí koeficientů {\displaystyle \beta _{i},\gamma _{i}}.

## Vlastnosti a vztah k jiným metodám
Ukazuje se, že výrazy pro T-matici, vycházející z obou metod dávají určitou třídu variačních principů, což zdůvodňuje rychlou konvergenci. Ve speciálním případě první iterace metodu MCFV dostaneme stejný výsledek jako ze Schwingerova variačního principu s použitím testovací funkce {\displaystyle |\psi \rangle =|\phi \rangle }. V případě metody MCFV reprodukují vyšší iterace s N členy řetězového zlomku 2N členů Bornovy řady. Pro metodu MCFG je to dokonce 2N+1 členů. Dále se dá ukázat, že obě metody dají přesné řešení Lippmann-Schwingerovy rovnice pokud je potenciál operátor konečného ranku. Počet iterací je pak roven ranku potenciálu. Metoda řetězových zlomků byla úspěšně používána v jaderné a molekulové fyzice.